# Hohenecken
Hohenecken is een plaats in de Duitse gemeente Kaiserslautern, deelstaat Rijnland-Palts, en telt 4035 inwoners (2004).
Dansenberg · Einsiedlerhof · Erfenbach · Erlenbach · Hohenecken · Mölschbach · Morlautern · Siegelbach